# Heino Aunin
Heino-Karl Aunin (* 8. Januar 1935 in Valga; † 2. Mai 2010 in Tallinn) war ein estnischer Badmintonspieler. 

## Karriere
Heino Aunin war einer der Pioniere des estnischen Badmintonsports. Bei den zweiten Titelkämpfen der damaligen Sowjetrepublik gewann er die Mixedkonkurrenz und erkämpfte sich Silber im Herrendoppel. Ein Jahr später gewann er einen weiteren Titel im Mixed. 1971 folgte der Gewinn des Herrendoppeltitels.

## Sportliche Erfolge
| Saison | Veranstaltung                  | Disziplin    | Platz | Name                       |
| ------ | ------------------------------ | ------------ | ----- | -------------------------- |
| 1966   | Estland: Einzelmeisterschaften | Mixed        | 1     | Heino Aunin / Reet Valgmaa |
| 1967   | Estland: Einzelmeisterschaften | Mixed        | 1     | Heino Aunin / Reet Valgmaa |
| 1971   | Estland: Einzelmeisterschaften | Herrendoppel | 1     | Jaak Nuuter / Heino Aunin  |